# De Psy
De Psy is een komische stripreeks over de belevenissen van een psychiater en zijn patiënten. De scenario's zijn van de hand van Raoul Cauvin, de tekeningen van Bédu en de serie wordt uitgegeven bij Dupuis.

## Inhoud
De naam van de reeks in het Frans is "Les psy", meervoud. Maar eigenlijk draait de reeks om een hoofdpersoon, dr Antoine Médard. Zijn dokterstitel wijst erop dat hij psychiater is, maar zijn praktijk met een divan wijst eerder op psychoanalyse. Scenarist Cauvin hield dit in het ongewisse om zijn fantasie de vrije loop te laten. Weerkerende nevenpersonages zijn de echtgenote van De psy, zijn schoonmaakster en de verschillende psychiaters die De psy zelf raadpleegt.

## Geschiedenis
Tekenaar Bédu en scenarist Raoul Cauvin werden aan elkaar voorgesteld door Philippe Vandooren, de oud-hoofdredacteur van Robbedoes/Spirou. Bédu had hem verteld dat hij graag voor dat stripblad wilde werken. Bédu werkte ervoor voor het stripblad Kuifje, maar dat was gestopt in 1988. Bédu tekende nog steeds de reeks Clifton voor uitgeverij Le Lombard, maar hij voelde zich als humoristisch tekenaar steeds minder thuis bij die uitgeverij, die bekendstond om haar realistisch getekende strips. Aanvankelijk wilde Cauvin een humoristische reeks over advocaten schrijven voor Bédu, maar het werd een reeks over psychiaters en psychologen. De eerste strip van vier pagina's werd in januari 1992 gepubliceerd in Spirou (nr. 2803).
De verkoop daalde, waarna Dupuis besloot de serie stop te zetten. De uitgever stelde aan Bédu en Cauvin voor om nog eventueel een of twee albums te tekenen, maar zij kozen ervoor daar niet op in te gaan. Ook speelde mee dat Dupuis liever meer nieuwe reeksen wilde beginnen. De strip werd stopgezet in 2019.

## Albums
Het eerste album verscheen in juni 1994, het meest recente en laatste, nr. 22, verscheen in 2019. 
1. Hebt u een probleem?
2. Vertel me alles!
3. Ik luister!
4. Ik ben zo down!
5. Heeft u een afspraak?
6. Snapt u't nu?
7. Wie eerst?
8. Areuh!
9. Rustig maar!
10. Verder nog iets?
11. De psy 11
12. Ik ben zo lelijk!
13. Wat zei u?
14. Zen!
15. Ik ben groots!
16. Dringend vakantie nodig!
17. Waarom 'n psy?
18. Cool!
19. M'n stoppen slaan door!
20. 'n Geweldige therapie!
21. Het gaat al veel beter!
22. Leve m'n pensioen!